# Christine Straehle
Christine Straehle (* 1969) ist eine deutsche Philosophin.

## Leben
Sie erwarb 1997 den Magister an der Universität Marburg und wurde 2007 an der McGill University promoviert. Nach akademischen Stationen in Montreal und Ottawa war sie von 2016 bis 2018 Professorin für Politische Philosophie an der Universität Groningen. Seit 2019 hat sie eine Professur für Praktische Philosophie in Hamburg inne.
Ihre Schwerpunkte sind politische Philosophie, Moralphilosophie und Ethik. In der politischen Philosophie hat sie im  Besonderen zu Fragen politischer Normen, der globalen Gerechtigkeit, und der Migrationsethik publiziert. In der Moralphilosophie beschäftigt sie sich mit der individuellen Autonomie und der menschlichen Vulnerabilität. 
Straehle ist Mitglied des College of the Royal Society of Canada (seit 2019) und ordentliches Mitglied der Akademie der Wissenschaften in Hamburg (seit 2021).  

## Schriften (Auswahl)
- Immigration, individual autonomy, and social justice. An argument for a redistributive immigration policy. 2007.
- als Herausgeberin mit Patti Tamara Lenard: Health inequalities and global justice. Edinburgh 2012, ISBN 978-0-7486-4692-0.
- als Herausgeberin: Vulnerability, autonomy, and applied ethics. New York 2017, ISBN 978-1-138-12555-1.
- als Herausgeberin mit David Leslie Miller: The political philosophy of refuge. Cambridge 2020, ISBN 978-1-108-47215-9.